# Tibor Benedek
Tibor Benedek (ur. 12 lipca 1972 w Budapeszcie, zm. 18 czerwca 2020 tamże) – węgierski piłkarz wodny, zdobywca złotych medali z drużyną na Igrzyskach Olimpijskich w Sydney, Atenach i Pekinie. Został wybrany najlepszym piłkarzem wodnym na Węgrzech w 1992, 1993 i 1994. Jego ojcem był aktor Miklós Benedek, a matką Éva Benedek (z domu Hodgyai). Zmarł w wieku 47 lat na raka trzustki.